# 879 v.Chr.

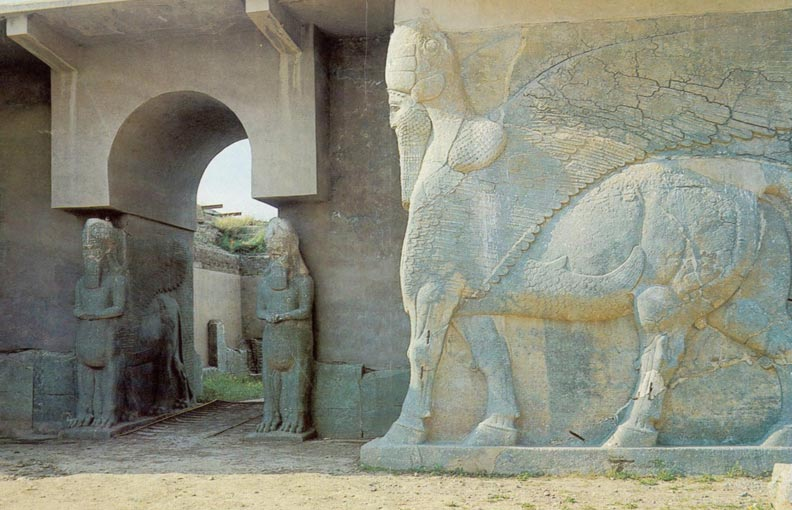
Gevleugelde stiermannen bij de Poort van Balawat bewaken de ingang (huidige Irak).

Het jaar 879 v.Chr. is een jaartal volgens de christelijke jaartelling.

## Gebeurtenissen

### Assyrië
- Koning Assurnasirpal II bouwt bij Kalhu, ten noorden van de stad Assur, een nieuwe hoofdstad. Duizenden dwangarbeiders werken aan dit enorm ambitieuze project. In het centrum van de metropool staat een schitterend paleiscomplex, dat aan alle kanten wordt omgeven door een riant park. Assurnasirpal viert de officiële inwijding van de koninklijke residentie met een banket, waarbij circa 70.000 genodigden zich, geheel op kosten van de koning, 10 dagen lang tegoed doen aan eten en drank.[1]